# Ґерлож-Польська
Ґерлож-Польська (пол. Gierłoż Polska, нім. Groß Görlitz) — село в Польщі, у гміні Любава Ілавського повіту Вармінсько-Мазурського воєводства.
Населення — 122 особи (2011).
У 1975-1998 роках село належало до Ольштинського воєводства.

## Демографія
Демографічна структура станом на 31 березня 2011 року:
|          | Загалом | Допрацездатний вік | Працездатний вік | Постпрацездатний вік |
| -------- | ------- | ------------------ | ---------------- | -------------------- |
| Чоловіки | 62      | 24                 | 35               | 3                    |
| Жінки    | 60      | 14                 | 38               | 8                    |
| Разом    | 122     | 38                 | 73               | 11                   |